# Giovanni del Biondo

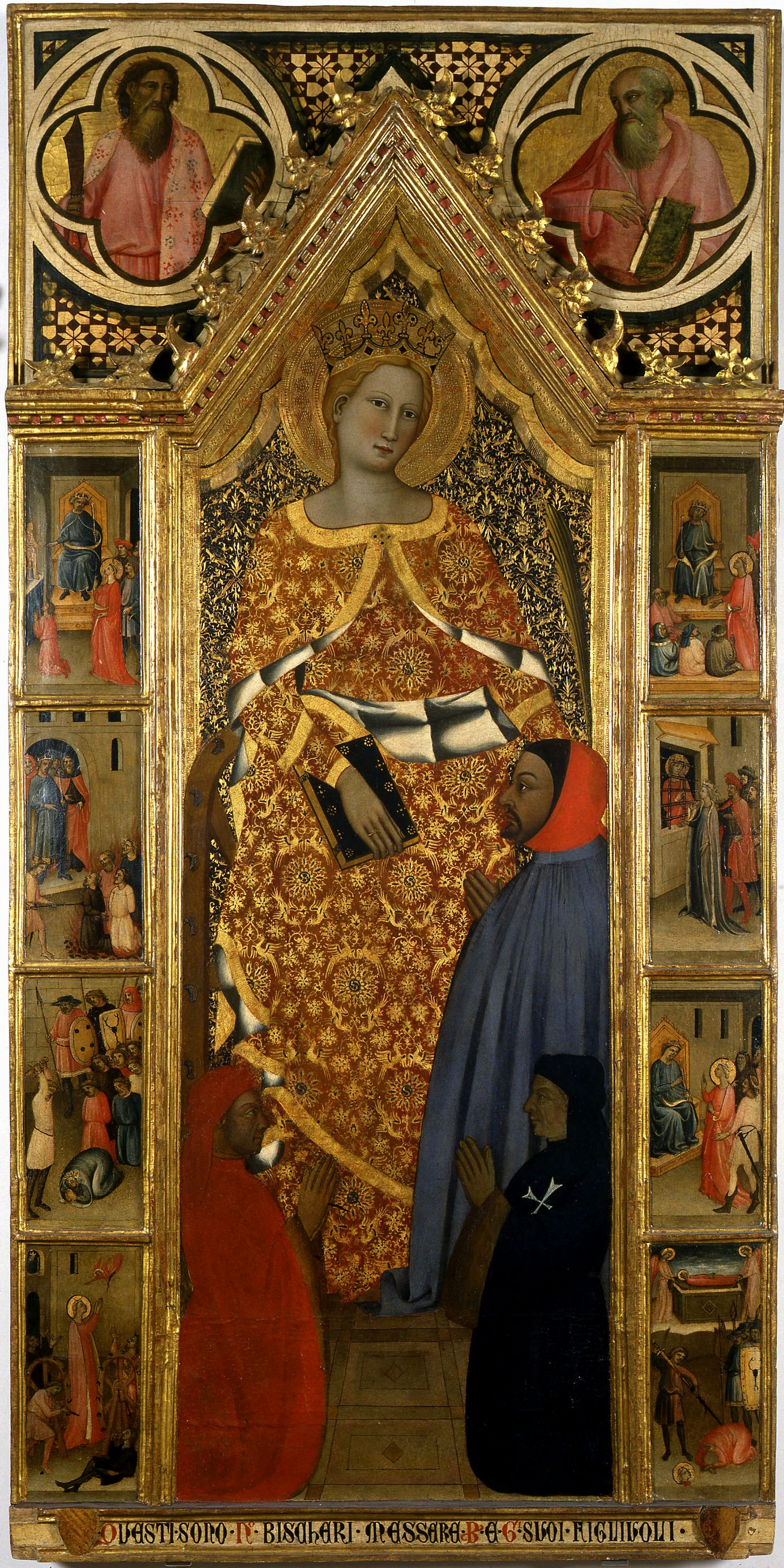
Santa Caterina d'Alessandria e storie della sua vita
seconda metà del XIV secolo (con aggiunte di Giovanni dal Ponte degli inizi del XV secolo)
Museo dell'Opera del Duomo, Firenze

Giovanni del Biondo (Pratovecchio, XIV secolo – 1398 ) è stato un pittore italiano.

## La vita
Si hanno notizie di lui dal 1356 al 1398 circa. Fu originario del Casentino, ma svolse la sua attività per lo più a Firenze.
Si formò probabilmente nella bottega degli Orcagna (nella cappella Strozzi della chiesa di Santa Maria Novella e fu allievo nella scuola di Taddeo Gaddi. Eseguì nel 1356 alcuni affreschi insieme a Nardo di Cione), per poi rendersi autonomo verso il 1360: sviluppò il proprio stile, caratterizzato da forme massicce, schemi iconografici arcaicizzanti, forte caratterizzazione fisionomica e un brillante cromatismo. Nell'ultima parte della sua vita la composizione pittorica vedrà un'accentuata presenza di personaggi fortemente individuati, mentre il ductus pittorico risulterà affievolito e stanco. A Giovanni del Biondo viene riconosciuta l'introduzione di "alcune novità del gotico internazionale"  in Firenze.

## Opere principali
- Firenze, chiesa di Santa Felicita, Madonna in trono col Bambino del 1360 circa; nella predella  Sant'Antonio abate e Santa Caterina d'Alessandria;
- Firenze, Museo dell'Opera del Duomo, Santa Caterina d'Alessandria in trono e donatore (1370-75);
- Firenze, Museo dell'Opera del Duomo, il Martirio di san Sebastiano (1370-75), parte centrale di un trittico[3];
- Firenze, Santa Maria del Fiore, San Zanobi che calpesta l'Orgoglio e la Crudeltà, insieme ai santi Crescenzo ed Eugenio;
- Fiesole, Duomo, Incoronazione della Vergine, Angeli e Santi (1373);
- Firenze, chiesa di Santa Croce, Polittico Rinuccini, datato 1379[4]: Madonna con Bambino in trono, san Francesco, san Giovanni Battista, san Giovanni Evangelista e santa Maria Maddalena, in alto Crocifissione;
- Firenze, già nella cappella Bardi di Vernio della basilica di Santa Croce, San Giovanni Gualberto in trono ed episodi della sua vita (ora nei depositi delle Gallerie fiorentine, al museo dell'Opera di Santa Croce) ;
- Firenze, Uffizi, San Giovanni Evangelista in trono (1380-1385);
- Firenze, Galleria dell'Accademia, Presentazione al Tempio, san Giovanni Battista e san Benedetto (1364);
- Firenze, Galleria dell'Accademia, Polittico con l'Annunciazione e santi; nelle cuspidi Flagellazione, Crocifissione, Cristo risorto, nella predella Cristo in pietà (1380-1385 circa);
- Firenze, Uffizi, Altare di san Giovanni Battista (1360 circa, nella collezione Contini Bonacossi);
- Firenze, Museo degli Innocenti, Annunciazione, san Nicola di Bari e sant'Antonio Abate;
- Figline Valdarno, Chiesa di San Francesco, Madonna col Bambino (1392).

### Altre opere
- Firenze, Galleria dell'Accademia, Matrimonio mistico di santa Caterina (1379);
- Firenze, chiesa di Santa Croce, Sant'Ambrogio, san Gregorio Magno, sant'Agostino, san Girolamo quattro scomparti laterali arbitrariamente ricomposti nel polittico dell'altare maggiore;
- Gazzada Schianno, Museo di Villa Cagnola, Madonna con Bambino in trono, due angeli e sei santi; Annunciazione;[5]
- Imperia, collezione privata, Madonna dell'Umiltà (1380c.);
- Imperia, collezione privata, Trinità e Santi (1380c.);
- Altenburg, Lindenau-Museum, San Girolamo e devote;
- San Giovanni Valdarno, chiesa di San Lorenzo, Polittico con Incoronazione della Vergine e Santi, nella cuspide Crocefissione;
- Firenze, chiesa di San Felice a Ema, Madonna col Bambino e membri della famiglia Compagni (1387);
- Pinacoteca Vaticana, Vergine dell'Apocalisse con santi e Angeli;
- Tavarnelle Val di Pesa, Pieve di San Donato in Poggio, Incoronazione di Maria Vergine tra angeli e santi; uno scomparto di questo trittico con San Tommaso d'Aquino è al Museo Diocesano di Firenze.
- Scarperia, Pieve di Sant'Agata, Madonna delle Grazie, Sant'Agata, Santa Lucia e Santa Caterina[6].
- Ivrea, Museo Garda, Crocifissione con Santi (1360 c.), tempera e fondo oro su tavola 54 x 80 cm

## Galleria delle opere

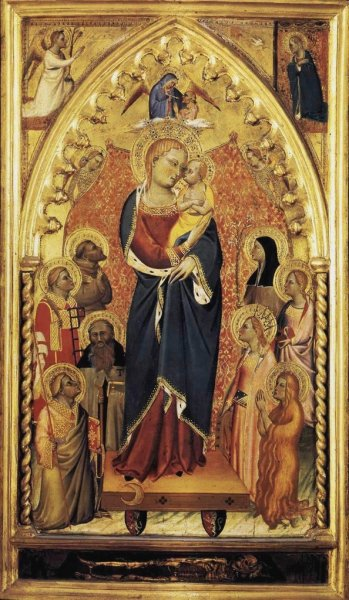
Vergine dell'Apocalisse, Musei Vaticani
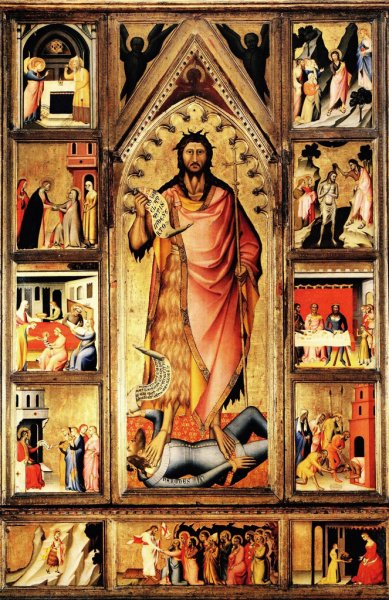
Altare di san Giovanni, Uffizi, Firenze